# Pseudupeneus prayensis
Pseudupeneus prayensis är en fiskart som först beskrevs av Cuvier 1829.  Pseudupeneus prayensis ingår i släktet Pseudupeneus och familjen mullefiskar. Inga underarter finns listade i Catalogue of Life.